# Campeonato de Naciones de la Concacaf de 1967
El Campeonato de Naciones de la Concacaf de 1967 se jugó en Tegucigalpa (Honduras) del 5 de marzo al 19 de marzo de 1967.
En esta edición hubo dos clasificados directos, la selección de México por ser la campeona defensora y la de Honduras por ser la anfitriona. Guatemala se adjudicó el campeonato, en lo que hasta hoy es su único título de Concacaf, siendo dirigida por el técnico uruguayo Rubén Amorín.

## Ronda preliminar

### Grupo 1
Jugado en Jamaica.
| Equipo                | Pts. | PJ | PG | PE | PP | GF | GC | Dif |
| --------------------- | ---- | -- | -- | -- | -- | -- | -- | --- |
| Haití                 | 7    | 4  | 3  | 1  | 0  | 7  | 3  | 4   |
| Trinidad y Tobago     | 5    | 4  | 2  | 1  | 1  | 7  | 7  | 0   |
| Jamaica               | 4    | 4  | 1  | 2  | 1  | 4  | 4  | 0   |
| Cuba                  | 2    | 4  | 0  | 2  | 2  | 5  | 7  | -2  |
| Antillas Neerlandesas | 2    | 4  | 0  | 2  | 2  | 4  | 6  | -2  |

| \| Fecha \| Lugar \| \| \| Resultado \| \| \| \| ------------------- \| -------- \| --------------------- \| \| --------- \| \| --------------------- \| \| 11 de enero de 1967 \| Kingston \| Jamaica \| \| 1 – 1 \| \| Antillas Neerlandesas \| \| 12 de enero de 1967 \| Kingston \| Cuba \| \| 1 – 1 \| \| Haití \| \| 13 de enero de 1967 \| Kingston \| Trinidad y Tobago \| \| 2 – 1 \| \| Antillas Neerlandesas \| \| 14 de enero de 1967 \| Kingston \| Jamaica \| \| 2 – 1 \| \| Cuba \| \| 16 de enero de 1967 \| Kingston \| Haití \| \| 4 – 2 \| \| Trinidad y Tobago \| \| 17 de enero de 1967 \| Kingston \| Antillas Neerlandesas \| \| 2 – 2 \| \| Cuba \| \| 18 de enero de 1967 \| Kingston \| Jamaica \| \| 1 – 1 \| \| Trinidad y Tobago \| \| 19 de enero de 1967 \| Kingston \| Haití \| \| 1 – 0 \| \| Antillas Neerlandesas \| \| 20 de enero de 1967 \| Kingston \| Trinidad y Tobago \| \| 2 – 1 \| \| Cuba \| \| 21 de enero de 1967 \| Kingston \| Jamaica \| \| 0 – 1 \| \| Haití \| |          |                       |                                  |           |                                  |                       |
| Fecha | Lugar    |                       |                                  | Resultado |                                  |                       |
| 11 de enero de 1967 | Kingston | Jamaica               | Bandera de Jamaica               | 1 – 1     | Bandera de Antillas Neerlandesas | Antillas Neerlandesas |
| 12 de enero de 1967 | Kingston | Cuba                  | Bandera de Cuba                  | 1 – 1     | Bandera de Haití                 | Haití                 |
| 13 de enero de 1967 | Kingston | Trinidad y Tobago     | Bandera de Trinidad y Tobago     | 2 – 1     | Bandera de Antillas Neerlandesas | Antillas Neerlandesas |
| 14 de enero de 1967 | Kingston | Jamaica               | Bandera de Jamaica               | 2 – 1     | Bandera de Cuba                  | Cuba                  |
| 16 de enero de 1967 | Kingston | Haití                 | Bandera de Haití                 | 4 – 2     | Bandera de Trinidad y Tobago     | Trinidad y Tobago     |
| 17 de enero de 1967 | Kingston | Antillas Neerlandesas | Bandera de Antillas Neerlandesas | 2 – 2     | Bandera de Cuba                  | Cuba                  |
| 18 de enero de 1967 | Kingston | Jamaica               | Bandera de Jamaica               | 1 – 1     | Bandera de Trinidad y Tobago     | Trinidad y Tobago     |
| 19 de enero de 1967 | Kingston | Haití                 | Bandera de Haití                 | 1 – 0     | Bandera de Antillas Neerlandesas | Antillas Neerlandesas |
| 20 de enero de 1967 | Kingston | Trinidad y Tobago     | Bandera de Trinidad y Tobago     | 2 – 1     | Bandera de Cuba                  | Cuba                  |
| 21 de enero de 1967 | Kingston | Jamaica               | Bandera de Jamaica               | 0 – 1     | Bandera de Haití                 | Haití                 |

### Grupo 2
Jugado en Guatemala.
| Equipo      | Pts.          | PJ            | PG            | PE            | PP            | GF            | GC            | Dif           |
| ----------- | ------------- | ------------- | ------------- | ------------- | ------------- | ------------- | ------------- | ------------- |
| Guatemala   | 4             | 2             | 2             | 0             | 0             | 6             | 2             | 4             |
| Nicaragua   | 2             | 2             | 1             | 0             | 1             | 4             | 4             | 0             |
| Panamá      | 0             | 2             | 0             | 0             | 2             | 2             | 6             | -4            |
| Costa Rica  | Descalificado | Descalificado | Descalificado | Descalificado | Descalificado | Descalificado | Descalificado | Descalificado |
| El Salvador | Descalificado | Descalificado | Descalificado | Descalificado | Descalificado | Descalificado | Descalificado | Descalificado |

| \| Fecha \| Lugar \| \| \| Resultado \| \| \| \| --------------------- \| ------------------- \| --------- \| \| --------- \| \| --------- \| \| 9 de febrero de 1967 \| Ciudad de Guatemala \| Nicaragua \| \| 3 – 1 \| \| Panamá \| \| 13 de febrero de 1967 \| Ciudad de Guatemala \| Guatemala \| \| 3 – 1 \| \| Panamá \| \| 15 de febrero de 1967 \| Ciudad de Guatemala \| Guatemala \| \| 3 – 1 \| \| Nicaragua \| |                     |           |                      |           |                      |           |
| Fecha | Lugar               |           |                      | Resultado |                      |           |
| 9 de febrero de 1967 | Ciudad de Guatemala | Nicaragua | Bandera de Nicaragua | 3 – 1     | Bandera de Panamá    | Panamá    |
| 13 de febrero de 1967 | Ciudad de Guatemala | Guatemala | Bandera de Guatemala | 3 – 1     | Bandera de Panamá    | Panamá    |
| 15 de febrero de 1967 | Ciudad de Guatemala | Guatemala | Bandera de Guatemala | 3 – 1     | Bandera de Nicaragua | Nicaragua |

## Organización

### Sede
| Tegucigalpa                     |
| ------------------------------- |
| Estadio Nacional de Tegucigalpa |
| Capacidad: 25 000 espectadores  |
|                                 |

### Árbitros
- Walter van Rosberg
- Carlos Pontaza
- Henry Landauer
- Juan Dimas
- José Isabel Moran
- Karl Stewart

## Equipos participantes
Este torneo marcó el debut de Trinidad y Tobago en los campeonatos Concacaf. Los demás países participantes fueron Guatemala, Haití, Honduras, México y Nicaragua. 
| Equipos participantes | Equipos participantes | Equipos participantes |
| --------------------- | --------------------- | --------------------- |
| Guatemala             | Haití                 | Honduras              |
| México                | Nicaragua             | Trinidad y Tobago     |

- En cursiva las selecciones que participan por primera vez.

## Clasificación
| Equipo            | Pts. | PJ | PG | PE | PP | GF | GC | Dif |
| ----------------- | ---- | -- | -- | -- | -- | -- | -- | --- |
| Guatemala         | 9    | 5  | 4  | 1  | 0  | 7  | 1  | 6   |
| México            | 8    | 5  | 4  | 0  | 1  | 10 | 1  | 9   |
| Honduras          | 6    | 5  | 2  | 2  | 1  | 4  | 2  | 2   |
| Trinidad y Tobago | 4    | 5  | 2  | 0  | 3  | 6  | 10 | -4  |
| Haití             | 2    | 5  | 1  | 0  | 4  | 5  | 9  | -4  |
| Nicaragua         | 1    | 5  | 0  | 1  | 4  | 3  | 12 | -9  |

### Partidos
| 5 de marzo de 1967 | Honduras | 1:0 (1:0) | Trinidad y Tobago | Estadio Nacional, Tegucigalpa                                  |                                                                |
|                    | Cruz 35' |           |                   | Asistencia: 25 000 espectadores Árbitro(s): Walter van Rosberg | Asistencia: 25 000 espectadores Árbitro(s): Walter van Rosberg |

| 6 de marzo de 1967 | Guatemala              | 2:1 (0:1) | Haití         | Estadio Nacional, Tegucigalpa                              |                                                            |
|                    | Peña 60' · Recinos 62' |           | Saint-Vil 21' | Asistencia: 12 000 espectadores Árbitro(s): Henry Landauer | Asistencia: 12 000 espectadores Árbitro(s): Henry Landauer |

| 6 de marzo de 1967 | México                              | 4:0 (2:0) | Nicaragua | Estadio Nacional, Tegucigalpa                              |                                                            |
|                    | Arellano 36' 43' 53' · Lapuente 85' |           |           | Asistencia: 20 000 espectadores Árbitro(s): Carlos Pontaza | Asistencia: 20 000 espectadores Árbitro(s): Carlos Pontaza |

| 8 de marzo de 1967 | Trinidad y Tobago                  | 3:2 (2:1) | Haití                             | Estadio Nacional, Tegucigalpa                          |                                                        |
|                    | Browne 4' · Corneal 18' 52' (pen.) |           | Saint-Vil 33' (pen.) · Pierre 56' | Asistencia: 21 000 espectadores Árbitro(s): Juan Dimas | Asistencia: 21 000 espectadores Árbitro(s): Juan Dimas |

| 8 de marzo de 1967 | Honduras   | 1:1 (1:1) | Nicaragua      | Estadio Nacional, Tegucigalpa                                 |                                                               |
|                    | Máximo 25' |           | Sobalvarro 10' | Asistencia: 21 000 espectadores Árbitro(s): José Isabel Morán | Asistencia: 21 000 espectadores Árbitro(s): José Isabel Morán |

| 10 de marzo de 1967 | Haití                   | 2:1 (0:1) | Nicaragua  | Estadio Nacional, Tegucigalpa                            |                                                          |
|                     | Némurin 75' · Désir 85' |           | Romero 14' | Asistencia: 18 000 espectadores Árbitro(s): Karl Stewart | Asistencia: 18 000 espectadores Árbitro(s): Karl Stewart |

| 10 de marzo de 1967 | Guatemala   | 1:0 (0:0) | México | Estadio Nacional, Tegucigalpa                                  |                                                                |
|                     | Recinos 83' |           |        | Asistencia: 25 000 espectadores Árbitro(s): Walter van Rosberg | Asistencia: 25 000 espectadores Árbitro(s): Walter van Rosberg |

| 12 de marzo de 1967 | México                                          | 4:0 (2:0) | Trinidad y Tobago | Estadio Nacional, Tegucigalpa                              |                                                            |
|                     | Estrada 22' 53' · Cerda Canela 40' · Bustos 83' |           |                   | Asistencia: 17 813 espectadores Árbitro(s): Carlos Pontaza | Asistencia: 17 813 espectadores Árbitro(s): Carlos Pontaza |

| 12 de marzo de 1967 | Honduras | 0:0 | Guatemala | Estadio Nacional, Tegucigalpa                              |  |
|                     |          |     |           | Asistencia: 19 000 espectadores Árbitro(s): Henry Landauer |  |

| 14 de marzo de 1967 | México      | 1:0 (1:0) | Haití | Estadio Nacional, Tegucigalpa                          |                                                        |
|                     | Estrada 39' |           |       | Asistencia: 16 000 espectadores Árbitro(s): Juan Dimas | Asistencia: 16 000 espectadores Árbitro(s): Juan Dimas |

| 14 de marzo de 1967 | Guatemala                | 2:0 (1:0) | Trinidad y Tobago | Estadio Nacional, Tegucigalpa                                  |                                                                |
|                     | Roldán 35' · De León 79' |           |                   | Asistencia: 10 000 espectadores Árbitro(s): Walter van Rosberg | Asistencia: 10 000 espectadores Árbitro(s): Walter van Rosberg |

| 16 de marzo de 1967 | Trinidad y Tobago                      | 3:1 (1:0) | Nicaragua  | Estadio Nacional, Tegucigalpa                                |                                                              |
|                     | Browne 30' · Berassa 86' · Gamaldo 88' |           | Cuadra 82' | Asistencia: 6 271 espectadores Árbitro(s): José Isabel Morán | Asistencia: 6 271 espectadores Árbitro(s): José Isabel Morán |

| 16 de marzo de 1967 | Honduras      | 2:0 (1:0) | Haití | Estadio Nacional, Tegucigalpa                                 |                                                               |
|                     | Grey 40', 78' |           |       | Asistencia: 6 271 espectadores Árbitro(s): Walter van Rosberg | Asistencia: 6 271 espectadores Árbitro(s): Walter van Rosberg |

| 19 de marzo de 1967 | Honduras | 0:1 (0:1) | México    | Estadio Nacional, Tegucigalpa                              |                                                            |
|                     |          |           | Prado 34' | Asistencia: 15 000 espectadores Árbitro(s): Henry Landauer | Asistencia: 15 000 espectadores Árbitro(s): Henry Landauer |

| 19 de marzo de 1967 | Guatemala             | 2:0 (2:0) | Nicaragua | Estadio Nacional, Tegucigalpa                            |                                                          |
|                     | Peña 5' · Recinos 23' |           |           | Asistencia: 18 324 espectadores Árbitro(s): Karl Stewart | Asistencia: 18 324 espectadores Árbitro(s): Karl Stewart |

|                               |
| Bandera de Guatemala          |
| Campeón Guatemala 1.er título |

## Goleadores
| Jugador        | Selección         | Goles |
| -------------- | ----------------- | ----- |
| Manuel Recinos | Guatemala         | 3     |
| Raúl Arellano  | México            | 3     |
| Luis Estrada   | México            | 3     |
| Hugo Peña      | Guatemala         | 2     |
| Guy Saint-Vil  | Haití             | 2     |
| Enrique Grey   | Honduras          | 2     |
| Gerry Browne   | Trinidad y Tobago | 2     |
| Alvin Corneal  | Trinidad y Tobago | 2     |

## Equipo ideal
| Portero      | Defensores                                     | Mediocampistas             | Delanteros                                                       |
| ------------ | ---------------------------------------------- | -------------------------- | ---------------------------------------------------------------- |
| Julio García | Alberto López Oliva Gustavo Peña Nilmo Edwards | Jorge Roldán Raúl Arellano | Manuel Recinos Luis Estrada Hugo Peña Guy Saint-Vil Enrique Grey |